# Palojärvi (Junosuando socken, Norrbotten, 751974-180007)
Palojärvi är en sjö i Pajala kommun i Norrbotten och ingår i Torneälvens huvudavrinningsområde.